# ليندا مفوسي
ليندا مفوسي (بالإنجليزية: Linda Mvusi)‏ (مواليد 1955 في بلومفونتين)، هي مُمثلة و‌مهندسة معمارية جنوب أفريقية. فازت ليندا بجائزة أفضل ممثلة في مهرجان كان السينمائي 1988 عن دورها في فيلم عالم منفصل الذي أخرجه كريس مينجيز.

## روابط خارجية
- ليندا مفوسي على موقع IMDb (الإنجليزية)
- ليندا مفوسي على موقع أول موفي (الإنجليزية)